# بيلا (فلم 2017)
بيلا (بالإنجليزية: Bella)، هُو فيلم دراما أوغندي صدر سنة 2017 وأخرجه مات بيش. الفيلم من بطولة سيندي سانيو في أول أداء سينمائي لها.

## وصلات خارجية
- مقالات تستعمل روابط فنية بلا صلة مع ويكي بيانات